# Spinsko kvantno število
Spinsko kvantno število  (ali magnetno spinsko kvantno število) je eno izmed kvantnih števil, ki se uporabljajo v kvantni mehaniki za opis kvantnih stanj elektrona v atomu. Spinsko kvantno število označujemo z  {\displaystyle m_{s}\,\!} (ali z ms ali samo s). 
Druga kvantna števila elektrona v atomu so še {\displaystyle n\,\!} (glavno kvantno število ali n), {\displaystyle m_{\ell }\,\!} (tirno kvantno število ali ml ali l) in {\displaystyle m_{l}\,\!} (magnetno kvantno število ali ml ali m). Vsa kvantna števila enolično določajo kvantno stanje posameznega elektrona v atomu. Dva elektrona v istem atomu ne moreta imeti istih vseh štirih kvantnih števil (glej Paulijevo izključitveno načelo). Štiri kvantna števila enolično določajo kvantno stanje posameznega elektrona v atomu ali njegovo valovno funkcijo ali orbitale. 
Za kvantizirano vrtilno količino velja:
{\displaystyle \Vert \mathbf {s} \Vert ={\sqrt {s\,(s+1)}}\!\,,\hbar }
kjer je
{\displaystyle \mathbf {s} } kvantizirani vektor spina,
{\displaystyle \Vert \mathbf {s} \Vert } je velikost vektorja spina,
{\displaystyle s} je spinsko kvantno število,
{\displaystyle \hbar } je reducirana Planckova konstanta (h/2π).
Projekcija spina v smeri z je podana z:
{\displaystyle s_{z}=m_{s}\,\hbar } spinsko kvantno število, ki lahko zavzame vrednosti od –s do +s , kar nam da 2s+1 vrednosti za ms.
Dovoljene vrednosti za s so lahko samo cela pozitivna števila ali polovične celoštevilčne vrednosti. Fermioni  (elektron, proton) lahko zavzamejo samo polovične pozitivne celoštevilčne vrednosti, bozoni (foton, mezon) pa celoštevilčno spinsko kvantno število.
Ker lahko spinsko kvantno število elektrona zavzame samo vrednost {\displaystyle s={\frac {1}{2}}}, 
lahko spinsko kvantno število elektrona zavzame samo dve vrednosti:
{\displaystyle m_{s}=\pm {\frac {1}{2}}\!\,.}

## Vrtilna količina
Spinska vrtilna količina lahko zavzame samo vrednosti:
{\displaystyle \mathbf {S} =\hbar {\sqrt {{\frac {1}{2}}({\frac {1}{2}}+1)}}={\frac {\sqrt {3}}{2}}\hbar \!\,.}
Dve možnosti usmeritve spina običajno opisujemo kot »spin gor« in »spin dol«.
Če uvedemo notranje kvantno število ali skupno kvantno število {\displaystyle \mathbf {j} }, ki je enako:
{\displaystyle \mathbf {j} =\mathbf {\ell } +{\boldsymbol {s}}\!\,}
in lahko zavzame vrednosti:
{\displaystyle j=l\pm {\frac {1}{2}}\!\,,}
potem je celotna vrtilna količina določena z:
{\displaystyle \mathbf {L} =\hbar {\sqrt {j(j+1)}}\!\,}
ali:
{\displaystyle \mathbf {L} =\hbar {\sqrt {(l\pm {\frac {1}{2}})(l\pm {\frac {1}{2}}+1)}}\!\,.}
To pomeni, da ima elektron v atomu vrtilno količino, ki je sestavljena iz tirne in notranje ali spinske vrtilne količine.

## Magnetni moment
Spinska lastnost elektrona ima za posledico tudi odgovarjajoči magnetni moment. Elektronski spinski magnetni moment določimo po obrazcu:
{\displaystyle \mathbf {\mu _{s}} =-{\frac {e}{2m}}gS\!\,,}
kjer je 
e naboj elektrona
g Landejev g-faktor
in z:
{\displaystyle \mathbf {\mu _{z}} =\pm {\frac {1}{2}}g{\mu _{B}}\!\,,}
kjer je
g Landejev g-faktor
{\displaystyle \mu _{B}} Bohrov magneton